# Jasmine Byrne
Jasmine Byrne (Riverside, 23 gennaio 1985) è un'ex attrice pornografica statunitense.

## Biografia
Nata da genitori messicani è la più giovane di nove fratelli. Ebbe il suo primo rapporto sessuale a 12 anni e fin da giovane aspirava ad essere una pornostar di successo, il suo primo film porno fu Young Tight Latinas 6.
A San Francisco si è lanciata in una carriera di dominatrice lavorando con vari siti web specializzati del genere.
Ha avuto dieci nomination per gli AVN Awards dal 2006 al 2009.

## Riconoscimenti

### Nomination
- 2006: XRCO-Award – Categoria Orgasmic Oralist
- 2006: AVN-Award – Best Three-Way Sex Scene – Innocence: Wild Child
- 2006: AVN-Award – Best Tease Performance – Bet Your Ass 3
- 2006: AVN-Award – Best New Starlet
- 2006: AVN-Award – Best Group Sex Scene – Video – Jail Bait
- 2006: AVN-Award – Best Group Sex Scene – Video – Angels of Debauchery 4
- 2007: AVN-Award – Female Performer of the Year
- 2007: AVN-Award – Best Tease Performance – Jack's Playground
- 2007: AVN-Award – Best Group Sex Scene – Video – Gangbanger's Ball
- 2009: AVN-Award – Best Group Sex Scene – Flesh Hunter 10
- 2009: AVN-Award – Best All-Girl Group Sex Scene[3]

## Filmografia
- 1 in the Pink 1 in the Stink 5 (2004)
- 1 Night in China (2004)
- 10 Man Cum Slam 8 (2004)
- Anal Expedition 5 (2004)
- Barely Legal Corrupted 1 (2004)
- Black Boned 1 (2004)
- Cum Drippers 7 (2004)
- Cum Glazed 2 (2004)
- Cum Guzzlers 2 (2004)
- Feeding Frenzy 6 (2004)
- Give Me Gape 2 (2004)
- Hot Latin Pussy Adventures 37 (2004)
- Innocence Wild Child (2004)
- Lethal Latinas 1 (2004)
- No Man's Land Latin Edition 5 (2004)
- Perverted POV 7 (2004)
- POV Pervert 4 (2004)
- Seductress (2004)
- Sex Fiends 1 (2004)
- Spanish Fly Pussy Search 15 (2004)
- Teenage Anal Princess 2 (2004)
- Teenland 11: 18 and Curious (2004)
- Throat Yogurt 2 (2004)
- Wet Teen Panties 3 (2004)
- Young Cheerleaders Swap N' Swallow 2 (2004)
- Young Tight Latinas 6 (2004)
- Young Tight Latinas 7 (2004)
- 12 Nasty Girls Masturbating 2 (2005)
- 13 Cum Hungry Cocksuckers 1 (2005)
- A2M 7 (2005)
- Anal Overflow (2005)
- Anal Prostitutes On Video 2 (2005)
- Anal Retentive 5 (2005)
- Anal Retentive 6 (2005)
- Angels of Debauchery 4 (2005)
- Ariana Jollee's Fuck Me (2005)
- Ass 2 Mouth 3 (2005)
- Ass Attack 1 (2005)
- Ass Breeder 2 (2005)
- Ass 'troyed 2 (2005)
- Assault That Ass 6 (2005)
- Assed Out 4 (2005)
- Assylum (II) (2005)
- Babes in Black (2005)
- Barefoot Confidential 36 (2005)
- Barely 18 18 (2005)
- Bet Your Ass 3 (2005)
- Big Mouthfuls 7 (2005)
- Black Boned 2 (2005)
- Black Bros and Latin Ho's 2 (2005)
- Black Meat White Treat (2005)
- Blow Me 2 (2005)
- Bottoms Up (2005)
- Butt Quest 4 (2005)
- Caliente (2005)
- Camel Hoe's 4 (2005)
- Chica Boom 33 (2005)
- Chicas Calientes (2005)
- Craving Big Cocks 10 (2005)
- Craving Big Cocks 6 (2005)
- Cream Filled Asses 1 (2005)
- Cum Beggars 3 (2005)
- Cum Catchers 3 (2005)
- Cum Fart Cocktails 2 (2005)
- Cum on My Latin Tongue 1 (2005)
- Cumstains 6 (2005)
- Dance Party (2005)
- Different Point Of View (2005)
- Dippin' Chocolate 3 (2005)
- Double Parked 13 (2005)
- Double Penetration 3 (2005)
- DP Wreckage 2 (2005)
- Drive Thru 4 (2005)
- Frank Wank POV 6 (2005)
- Fully Loaded 3 (2005)
- Gangbang Auditions 18 (2005)
- Girls Night Out 1 (2005)
- Grin And Bare-it (2005)
- Gringo Dicks in Latin Chicks 3 (2005)
- Hellcats 7 (2005)
- Her First Anal Sex 4 (2005)
- Horny Spanish Flies 2 (2005)
- Hot Ass Latinas 3 (2005)
- Hot Rides (2005)
- Hotel Bliss (2005)
- Hurt So Good (2005)
- I Love 'em Latin 1 (2005)
- I'm A Big Girl Now 2 (2005)
- In Your Mouth And On Your Face 2 (2005)
- Incumming 6 (2005)
- Inseminated By 2 Black Men 6 (2005)
- Intensities In 10 Cities 2 (2005)
- Internal Cumbustion 8 (2005)
- Interracial Hole Stretchers 1 (2005)
- Jack's My First Porn 2 (2005)
- Jack's My First Porn 4 (2005)
- Jack's Teen America 13 (2005)
- Jack's Teen America 4 (2005)
- Jailbait 1 (2005)
- Jasmine Byrne's Foot Tease (2005)
- Kill Her Ass (2005)
- Lascivious Latinas 2 (2005)
- Latin Booty Talk 6 (2005)
- Latina Fever 11 (2005)
- Latina Fuckholas 1 (2005)
- Lewd Conduct 24 (2005)
- Lick It Up 2 (2005)
- Mamacitas 7 (2005)
- Maxx Blacc 2: Disturbing The Spanish Pussy (2005)
- Mouth 2 Mouth 4 (2005)
- Natural Teen Nymphs 1 (2005)
- Naughty Teens Who Like It In Their Ass (2005)
- No Cum Dodging Allowed 5 (2005)
- O Ring Blowout (2005)
- Oral Antics 3 (2005)
- Outnumbered 3 (2005)
- Please Drill My Ass POV Style 1 (2005)
- Pleasure 1 (2005)
- Pop My Ass (2005)
- Pulse POV (2005)
- Ready Wet Go 1 (2005)
- Rock Hard 4 (2005)
- Rub My Muff 4 (2005)
- Screamin For Semen 1 (2005)
- Seducing Naked Young Girls (2005)
- Service Animals 21 (2005)
- Share the Load 3 (2005)
- She Got Ass 6 (2005)
- She Licks Girls 1 (2005)
- Slut Puppies 1 (2005)
- Soloerotica 8 (2005)
- Spanish Harlem 1 (2005)
- Spread 'Em Wide 3 (2005)
- Squirting 101 7 (2005)
- Strap Attack 3 (2005)
- Strip Tease Then Fuck 7 (2005)
- Suck It Dry 1 (2005)
- Swallow The Leader 1 (2005)
- Sweet Cream Pies 1 (2005)
- Taco Shop 2 (2005)
- Take It Black 3 (2005)
- Teach Me How to Fuck 2 (2005)
- Teen Cum Squad 3 (2005)
- Teen Power 14 (2005)
- Teen Tryouts Audition 41 (2005)
- Teenage Spermaholics 3 (2005)
- Teens Revealed 5 (2005)
- Thick Latin Azz 7 (2005)
- Tight Ends (2005)
- Tiny Chicks Sure Can Fuck 1 (2005)
- Weapons of Ass Destruction 4 (2005)
- Who's The Bitch Now 2 (2005)
- Young Pink 8 (2005)
- 2 on 1 24 (2006)
- 69 Flava's 1 (2006)
- Addicted 1 (II) (2006)
- Addicted 2 (2006)
- Agent 69 (2006)
- All Star Anal (2006)
- Aphrodisiac (2006)
- Artcore 4: Dreams (2006)
- Ass Licking Asylum (2006)
- Backwoods of Memphis (2006)
- Bad Wives (2006)
- Big Gulps 2 (2006)
- Black Mamba 2 (2006)
- Black White Wet All Over 2 (2006)
- Blown Away 1: Asian vs. Latin (2006)
- Brazilian Booty Babes (2006)
- Bring Your A Game 1 (2006)
- Britney Rears 3: Britney Gets Shafted (2006)
- Cum Buckets 6 (2006)
- Cumstains 8 (2006)
- Devil Made Me Do It (2006)
- Dirty Little Secrets (2006)
- Double Shocker 2 (2006)
- Down With the Brown (2006)
- Elastic Assholes 4 (2006)
- Eric Hunter's Hunted 4 (2006)
- Evil Anal 1 (2006)
- Fade Into Ass (2006)
- Fantasstic Whores 2 (2006)
- Fuck This Face Then My Butt (2006)
- Fucking Hostile 1 (2006)
- Gangbangers Ball (2006)
- Hardcore and Barely Legal Latinas 2 (2006)
- Hot Caress (2006)
- House of Ass 2 (2006)
- House Sitter (2006)
- Hustler's Beaver Hunt 7 (2006)
- I Love 'em Natural 3 (2006)
- Illicit Affairs (2006)
- Jack's Playground 31 (2006)
- Juicy 4 (2006)
- Kill Jill 1 (2006)
- Last Call 1 (2006)
- Latin Adultery 2 (2006)
- Latin Cumsuckers (2006)
- Latin Penetration (2006)
- Latin Sinsations (2006)
- Latina Anal Heartbreakers (2006)
- Latina Crack Attack (2006)
- Latina Cum Queens 2 (2006)
- Liquid Ass-sets 1 (2006)
- Malibu's Most Latin 2 (2006)
- Mexicum (2006)
- Mobster's Ball 1 (2006)
- More Dirty Debutantes 366 (2006)
- New Whores On The Block 2 (2006)
- No Man's Land Latin Edition 7 (2006)
- Orgasmika (2006)
- Overflowing Assholes 2 (2006)
- POV Fantasy 6 (2006)
- POV: For Your Eyes Only (2006)
- Pussy Foot'n 16 (2006)
- Pussyman's Latin Fever 2 (2006)
- Riding The Curves 5 (2006)
- Rub My Muff 8 (2006)
- Scream (2006)
- Semen Sippers 5 (2006)
- Service Animals 22 (2006)
- She's Got It 1 (2006)
- Slipping Into Darkness (2006)
- Sounds of Fury (2006)
- Super Freaks Gang Bang (2006)
- Super Shots: Uncut 1 (2006)
- Sweet Cheeks 7 (2006)
- Three Wishes (2006)
- Tight Latin Ho's (2006)
- Tight Teen 2 (2006)
- Tunnel Vision 1 (2006)
- We Take It Black (2006)
- White Chocolate 2 (II) (2006)
- Yours Truly (2006)
- 18 Legal And Latin 5 (2007)
- 818 Inked (2007)
- Anal Expedition 11 (2007)
- Art Of The Cumfart 1 (2007)
- Beware It's Real Nasty (2007)
- Big Wet Asses 12 (2007)
- Bring Your A Game 3 (2007)
- Chol Ho's 3 (2007)
- College Wild Parties 4 (2007)
- Corrupted by Justine Joli (2007)
- Corrupted by Tyler Faith (2007)
- Creamery (2007)
- Decadent 3-Ways 1 (2007)
- Double Filled 1 (2007)
- Double Penetrated Violations (2007)
- Dripping Wet (III) (2007)
- Drive (2007)
- Erotic Adventures of Nikki Nine (2007)
- Facial Demolition (2007)
- Flesh Hunter 10 (2007)
- Hot Pink (2007)
- Hustler Hardcore Vault 7 (2007)
- Hustler's Hardcore Cuties (2007)
- I Love Jada (2007)
- I Love Jasmine (2007)
- Intimate Invitation 8 (2007)
- Kill Jill 2 (2007)
- Kiss and Tell (2007)
- Latina Flavor 1 (2007)
- Mike John's Sperm Overload 1 (2007)
- Mr. Marcus Goes to Washington (2007)
- My Space 1 (2007)
- Not The Bradys XXX (2007)
- Peter North's POV 19 (2007)
- Potty Mouth (2007)
- Power Play (2007)
- Pump My Ass Full Of Cum 1 (2007)
- Sexy Moves (2007)
- Soaked in Sex (2007)
- Sperm Drains (2007)
- Sweat 2 (2007)
- Sweet Young Things 2 (2007)
- Teacher 2 (2007)
- Tear It Up (2007)
- Anal Cavity Search 4 (2008)
- Anally Yours... Love, Maya Hills (2008)
- Asian Sex Dolls (2008)
- Ass Lickers 2 (II) (2008)
- Babes Illustrated 17 (2008)
- Border Patrol (2008)
- Cali-Pornication (2008)
- Cum Buckets 8 (2008)
- Cum Sucking Whore Named Jasmine Byrne (2008)
- Dr. MILF Pussy Doctor 2 (2008)
- Fixation (2008)
- Holy Fuck It's Huge 5 (2008)
- House of Ass 8 (2008)
- I Just Swallowed It (2008)
- Load Warriors 1 (2008)
- Memphis Does Hollywood (2008)
- Muy Caliente 4 (2008)
- Race 2 Race (2008)
- Sperm Bank 7 (2008)
- Swap Meat (2008)
- Teen Summer Gang Bang (2008)
- Teenage Brotha Lovers 12 (2008)
- 18 Legal And Latin 7 (2009)
- Anal Adventures 2 (2009)
- Ass Watcher 6 (2009)
- Black Sperm Receptacles 3 (2009)
- Dirty Old Men 3 (2009)
- Double Time (2009)
- Graphic DP 1 (2009)
- Hot Anal Imports (2009)
- Mobster's Ball 2 (2009)
- Pussy Play 4 (2009)
- TV's Greatest Parody Hits (2009)
- We DP The Babysitter (2009)
- Baby I Wanna Cum for You 1 (2010)
- Big Butt Brotha Lovers 16 (2010)
- Big Fucking Assholes 2 (2010)
- Dick Jerkers 3 (2010)
- For Her Tongue Only (2010)
- Pornstars In The Making (2010)
- Self Service Sex 1 (2010)
- Tori Black's Pink On Pink (2010)
- Victoria's Dirty Secret (2010)
- Anal Supreme (2011)
- Inked In LA (2011)
- Platinum Assholes (2011)
- Teen Cum Junkies 3 (2011)
- Barrio Bitches (2012)
- Big Pussy Solo Masturbation: Specialty Edition (2012)
- DP Overdose (2012)
- Cinco De My-Ho 2 (2013)
- Dirty Girls Next Door (2013)
- Keep 'Em Cumming (2013)
- Pussy Smashin (2013)
- Hispanic Hotties (2014)
- Just Pink (2014)
- My First Big Cock (2014)